# Arga leken

Illustrationen beskriver stirrmomentet i Arga leken

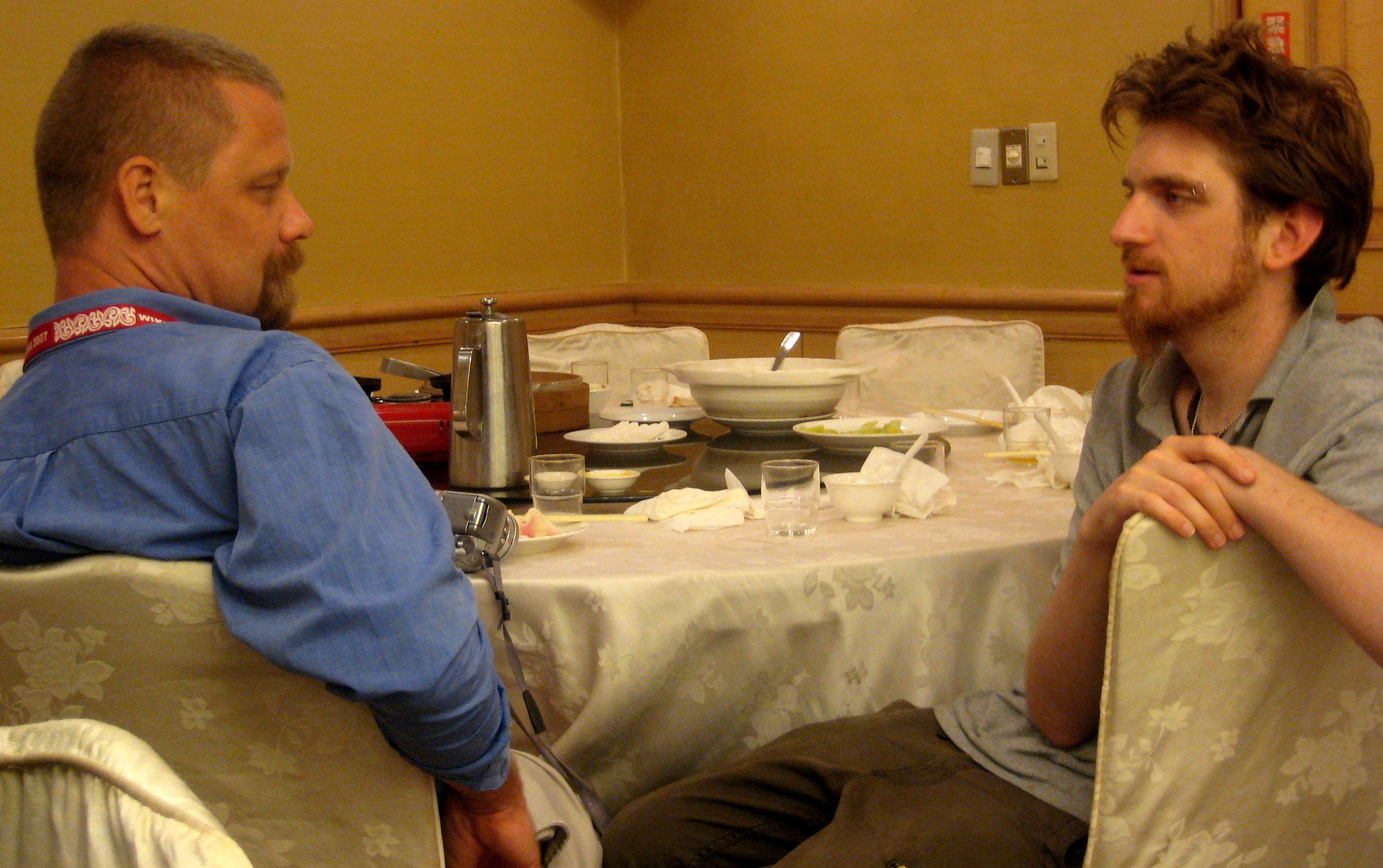
Två män som leker Arga leken

Arga leken är en lek för två deltagare. Den förekommer i flera varianter.

## Varianter på Arga leken
En vanlig variant på leken går ut på att deltagarna helt sonika ska stirra varandra i ögonen så länge som möjligt utan att skratta eller fnissa. I extrema fall räknas även dragande på munnen, men alla former av sura grimaser är tillåtna. Vinner gör den som först får motståndaren att skratta eller fnissa. Under lekens gång är dock ingen fysisk kontakt med motståndaren tillåten. Det är heller inte tillåtet att prata, göra läten eller använda annat än ansiktsuttryck för att påverka motståndaren.
En annan variant går ut på att alla deltagare ska göra en grimas med ansiktet så de ser arga ut. Sedan ska de bibehålla denna grimas och inte börja skratta eller på annat sätt ändra ansiktsuttryck. Vinnaren är den som sist byter ansiktsuttryck.
Blinkleken är en variant på Arga leken där man förutom att man inte får skratta, heller inte får blinka.

## Förekomst av Arga leken
I Scientologikyrkans kommunikationskurser ingår övningen "TR 0 Konfrontering" som innebär att två personer, en studerande och en coach, tittar varandra i ögonen utan att vända bort blicken eller röra sig. Om den studerande gör något otillåtet säger coachen "flunk" och övningen börjar om, och pågår tills den studerande klarar av övningen minst två timmar i sträck. I "TR 0 Bullbait" försöker coachen provocera fram reaktioner från den studerande, som måste klara av att inte reagera. 
Den förstnämnda varianten på Arga leken har fått mycket uppmärksamhet genom att programledaren Kristian Luuk lekte den med sina gäster i talkshowen Sen kväll med Luuk som visades på TV4. På engelska kallade Kristian leken för The angry game, och kan sägas vara en variant av lekarna Staring contest (stirrtävling) eller Blinking contest (blinktävling).